# 363年
| 千纪： | 1千纪                                                                                              |
| 世纪： | 3世纪 \| 4世纪 \| 5世纪                                                                            |
| 年代： | 330年代 \| 340年代 \| 350年代 \| 360年代 \| 370年代 \| 380年代 \| 390年代                          |
| 年份： | 358年 \| 359年 \| 360年 \| 361年 \| 362年 \| 363年 \| 364年 \| 365年 \| 366年 \| 367年 \| 368年    |
| 纪年： | 癸亥年（猪年）；东晋隆和二年，兴宁元年；前凉升平七年；代国建国二十六年；前秦甘露五年；前燕建熙四年 |

## 大事记
- 羅馬帝國皇帝尤利安開始進行波斯薩珊王朝的遠征，意圖收復沙普爾二世攻下的美索不達米亞都市，一度打到薩珊帝國首都泰西封，最終以兩敗俱傷收場。
- 前涼沖王張玄靚因叔父張天錫政變而被殺。

## 出生
- 4月16日——宋武帝刘裕，字德舆，小名寄奴

## 逝世
- 尤利安，羅馬皇帝
- 前涼沖王張玄靚，十六國時期前涼國君主，為張重華之子，張曜靈之弟。